# Portia Zvavahera
Portia Zvavahera est une artiste née en 1985 à Harare, au Zimbabwe, où elle vit et travaille. Ses œuvres allient onirisme et création picturale.

## Biographie
Le processus créatif de Portia Zvavahera, qu'elle considère aussi comme un processus de guérison, s'appuie sur la retranscription de ses rêves en textes, dessins et peintures.
Elle étudie de 2003 à 2005 les arts visuels au BAT Visual Arts Studio de la National Gallery of Zimbabwe et est diplômée en 2006 en beaux-arts à l'Ecole polytechnique d'Harare.
Elle est associée au peintre Gustav Klimt dans une exposition organisée en 2019 et 2020 à la galerie De 11 Lijnen à Oudenburg, en Belgique. Les deux artistes produisent des motifs décoratifs, qui font écho aux wax hollandais.
En 2022, elle représente son pays natal à la Biennale de Venise.

## Expositions
- Under my Skin, National Gallery of Zimbabwe, Harare, 2010
- Take Me Deeper, Stevenson Gallery, Le Cap, 2017
- Portia Zvavahera and Gustav Klimt: A Dialogue, De 11 Lijnen, Oudenburg, 2019
- Portia Zvavahera: Ndakavata pasi ndikamutswa nekuti anonditsigira, David Zwirner, Londres, 2020
- The Power of My HandsAfrique(s) : artistes femmes, Musée d'Art Moderne, Paris, 2021

## Prix et distinctions
- Lauréate du FNB Art Prize (Afrique du Sud), 2014